# Мировой шоссейный кубок UCI 1990
2-й сезон Мирового шоссейного кубка UCI — велошоссейного сезонного турнира 1990 года.

## Обзор сезона
Турнир проводился FICP под эгидой UCI. Спонсором турнира выступала французская компания Perrier в результате чего он имел неофициальное название "Coupe du monde Perrier".
Календарь турнира претерпел изменения по сравнению с прошлым сезоном. Он пополнился финальной гонкой сезона, проводившейся в формате индивидуальной гонки с раздельным стартом. Она прошла во французском Люнеле и получила название  Гран-при Люнеля. Таким образом турнир состоял из 13 однодневных гонок проходивших в Европе и Канаде, одна из которых (Гран-при де ла Либерасьон) проводилась в формате командной гонки с раздельным стартом.
Регламент турнира стал следующим. Индивидуальный рейтинг предусматривал начисление очков первым 12 гонщикам на каждой гонке (их количество не зависело от гонки). Чтобы быть классифицированным в итоговом рейтинге гонщик должен был принять участие в 6 из 10 гонок. Победитель сезона определялся по общей сумме набранных очков не зависимо от количества проведённых гонок. Командный рейтинг рассчитывался по двухступенчатой схеме. По итогам каждой гонки суммировались места трёх лучших гонщиков каждой команды. После чего происходило ранжирование команд по возрастанию суммы мест. Очки получали 10 лучших команд на каждой гонке. Победитель сезона определялся по общей сумме набранных очков не зависимо от количества проведённых гонок.
Начисляемые очки
| Рейтинг / Место на гонке | 1  | 2  | 3  | 4  | 5  | 6  | 7  | 8  | 9  | 10 | 11 | 12 |
| Индивидуальный           | 50 | 35 | 25 | 20 | 18 | 16 | 14 | 12 | 10 | 8  | 6  | 5  |
| Командный                | 12 | 9  | 8  | 7  | 6  | 5  | 4  | 3  | 2  | 1  |    |    |

Победителем индивидуального рейтинга стал итальянец Джанни Буньо. Второе место занял бельгиец Рюди Даненс, третье  – ирландец Шон Келли. 
Среди команд стран второй год подряд первенствовала PDM-Concorde-Ultima. Второй стала Helvetia–La Suisse, третьей  – Panasonic-Sportlife. 

## Календарь
| №  | Дата        | Гонка                     | Победитель       | Индивидуальный зачёт | Командный зачёт |
| -- | ----------- | ------------------------- | ---------------- | -------------------- | --------------- |
| 1  | 17 марта    | Милан — Сан-Ремо          | Джанни Буньо     |                      |                 |
| 2  | 1 апреля    | Тур Фландрии              | Морено Арджентин |                      |                 |
| 3  | 8 апреля    | Париж — Рубе              | Эдди Планкарт    |                      |                 |
| 4  | 15 апреля   | Льеж — Бастонь — Льеж     | Эрик Ван Ланкер  |                      |                 |
| 5  | 21 апреля   | Амстел Голд Рейс          | Адри ван дер Пул |                      |                 |
| 6  | 29 июля     | Уинкатон Классик          | Джанни Буньо     |                      |                 |
| 7  | 11 августа  | Классика Сан-Себастьяна   | Мигель Индурайн  |                      |                 |
| 8  | 19 августа  | Чемпионат Цюриха          | Шарли Мотте      |                      |                 |
| 9  | 30 августа  | Гран-при де Америк        | Франко Баллерини |                      |                 |
| 10 | 26 сентября | Гран-при де ла Либерасьон | TVM              |                      |                 |
| 11 | 14 октября  | Париж — Тур               | Рольф Сёренсен   |                      |                 |
| 12 | 20 октября  | Джиро ди Ломбардия        | Жиль Делион      |                      |                 |
| 13 | 27 октября  | Гран-при Люнеля           | Эрик Брёйкинк    |                      |                 |

## Итоговый рейтинг

### Индивидуальный
| №  | Гонщик            | Команда                | Очки |
| -- | ----------------- | ---------------------- | ---- |
| 1  | Джанни Буньо      | Chateau d'Ax–Salotti   | 133  |
| 2  | Рюди Даненс       | PDM-Concorde-Ultima    | 99   |
| 3  | Шон Келли         | PDM-Concorde-Ultima    | 94   |
| 4  | Франко Баллерини  | Del Tongo              | 89   |
| 5  | Жиль Делион       | Castorama              | 82   |
| 6  | Клаудио Кьяппуччи | Carrera Jeans–Vagabond | 78   |
| 7  | Стив Бауэр        | 7-Eleven               | 68   |
| 8  | Томас Вегмюллер   | Lotus-Festina          | 67   |
| 9  | Рольф Сёренсен    | Ariostea               | 66   |
| 10 | Федерико Эчаве    | CLAS–Cajastur          | 65   |

### Командный
| № | Команда             | Очки |
| - | ------------------- | ---- |
| 1 | PDM-Concorde-Ultima | 92   |
| 2 | Helvetia–La Suisse  | 77   |
| 3 | Panasonic-Sportlife | 59   |
| 4 | Ariostea            | 55   |
| 5 | Weinmann–SMM–Uster  | 52   |